# Nenju

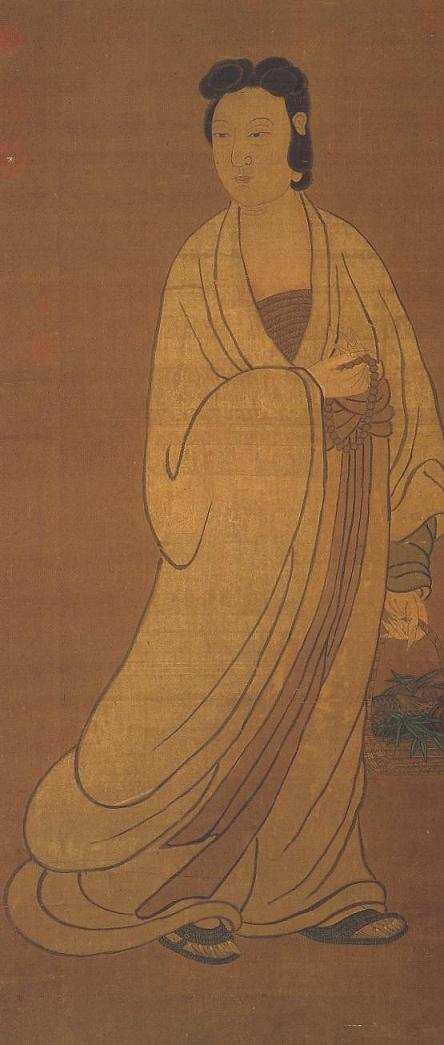
Guanyin au panier de poissons. Le bodhisattva porte dans sa main droite un nenju. Œuvre attribuée au peintre Zhao Mengfu, dynastie Yuan - dynastie Ming (1368-1644).

Le nenju (念珠) ou juzu (数珠/誦数) est un chapelet ou rosaire bouddhiste destiné à la méditation, et dont les 108 perles symbolisent le plus souvent les afflictions (klesha). Il sert souvent aussi à compter les mantras ou les sutras récités par des bouddhistes, et il est associé au nenbutsu, la récitation litanique du nom du bouddha Amitābha.

## Signification du mot
Littéralement, le mot nenju signifie « perles de pleine conscience ». On utilise souvent le mot juzu (ou zuzu), qui signifie, lui, « perles pour compter [les récitations, les psalmodies] ». On parle aussi souvent du o-juzu, en ajoutant le préfixe « o » (お) qui marque le respect,

## Histoire
Le nenju est très répandu au Japon, et il est devenu un des principaux éléments qui marquent une pratique bouddhiste, et ce, même si les personnes qui le portent n'en comprennent pas toujours bien toute la signification.

### Origines
Le rosaire a sans doute été introduit tardivement dans le bouddhisme. On pense qu'il apparaît aux alentours du IIe ou IIIe siècle de notre ère, via le brahmanisme. Des sutra dont la traduction chinoise remonte à la période des Jin orientaux traitent des rosaires. Et l'on retrouve dans le Hsü kao-seng ch’uan (« Supplément aux biographies des moines éminents », chinois: 続高僧伝 ) la première mention d'un moine chinois utilisant un rosaire. Il s'agit de Daochuo (562-645), qui appartenait à l'école de la Terre pure et qui est célèbre pour avoir utilisé de petites graines qui lui permettaient de compter le nombre de récitations du nom d'Amithaba. Buswell et Lopez relèvent qu'aux yeux de certains chercheurs, cette habitude qu'avait Daochuo de compter les grains serait à l'origine du rosaire en Asie de l'Est,

## Description
Introduit de Chine au Japon vers le VIIe siècle, il est composé de 108 petits grains (koshu) et de deux gros grains (boshu), symboles de passions (bonno, afflictions) et de désirs. Il existe différentes formes de nenju, comme le nenju bracelet; ces différences sont fonction des écoles : Nichiren, Jodo, Shingon, Tendai, Zen, Jodo Shin. Le nenju peut être composé de grains en pierres semi-précieuses comme le cristal, ou encore en bois, en corail etc. 
Si la symbolique bouddhiste du juzu est complexe, il est le plus souvent symbole de chance et de bonheur, et à ce titre considéré comme une amulette populaire. On l'offre à l'occasion des mariages.

## Composition et symbolisme

### Dans l'école Nichiren

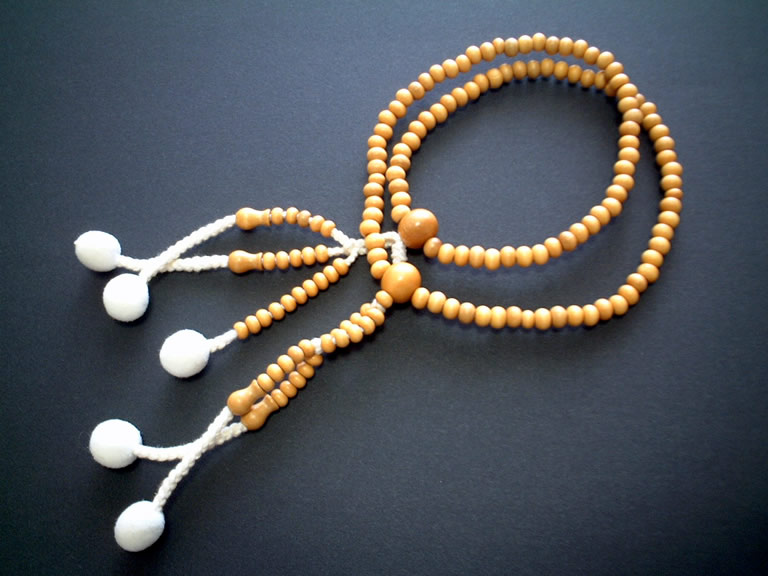
Juzu de l'école Nichiren

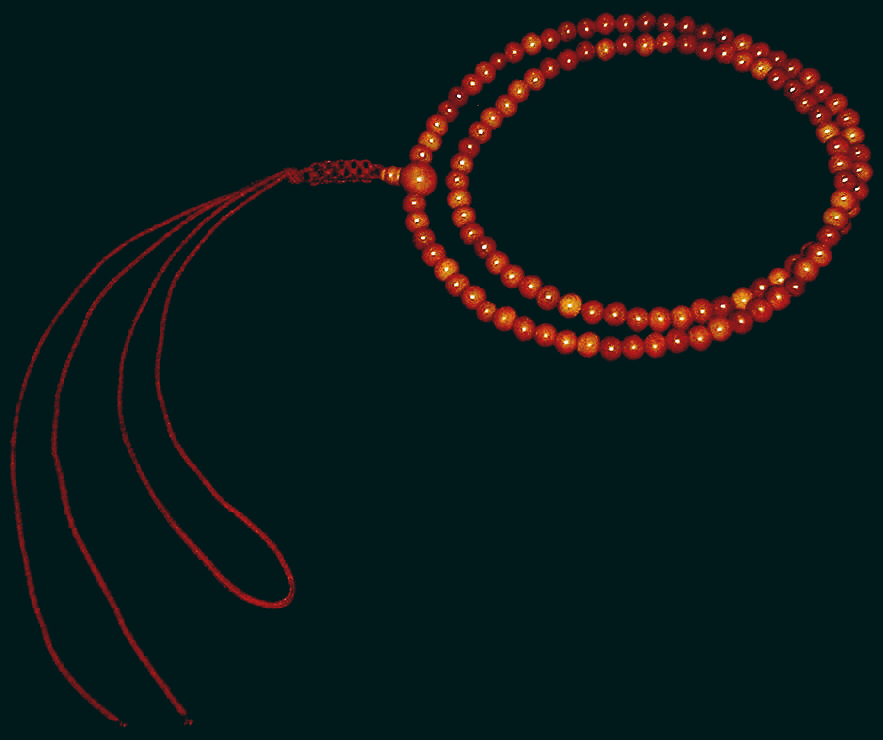
Juzu de l'école Rinzaï.

Dans l'école Nichiren, les 108 perles du juzu se décomposent ainsi: 
Six entrées (cinq sens + le mental)
x trois phases (présent, passé, futur) = 18 perles
x deux caractéristiques du cœur (pur ou impur) = 36 perles
x trois sensations (agréable, désagréable, neutre) = 108 perles
Ces 108 perles symbolisent le karma. Les quatre plus petites évoquent les quatre grands bodhisattvas dits Surgis de Terre, qui apportent le Dharma et qui sont mentionnés au chapitre 15 du Soutra du Lotus. Les deux grandes perles dans le juzu représentent les bouddhas Shakyamuni et Taho (ou bien Myo et Ho). Le juzu se terminent par cinq cordelettes terminées par une grosse perle, et regroupées une fois par deux, une fois par trois. Si l'on considère maintenant l'ensemble (v. l'image à droite « Juzu de l'école Nichiren »), on peut voir un corps, avec les jambes d'un côté (deux perles), la tête et les bras de l'autre (trois perles). Les perles sur ces cordons résument la théorie des 3 000 mondes en un instant de vie (ichinen sanzen).
Il y a plusieurs façons de tenir le juzu :
- Lors de la récitation du titre du Sutra du Lotus (daimoku) : placer la grande boucle avec les deux cordons sur le doigt majeur de la main droite, tordre le juzu d’un demi-tour sur lui-même et placer la grande boucle avec les trois cordons sur le majeur de la main gauche; ensuite joindre les paumes. Dans l'école Nichiren on place la grande boucle avec les trois cordons sur le majeur de la main droite.
- Quand on tient à la main le livret de pratique (kyobon),  faire un double tour avec la grande boucle et la placer entre le pouce et l’index de la main gauche.
- Quand on écoute un gosho (un des écrits de Nichiren Daishonin[8]) ou un commentaire : faire un double tour et mettre le juzu autour du poignet gauche.